# Neoplasticismo

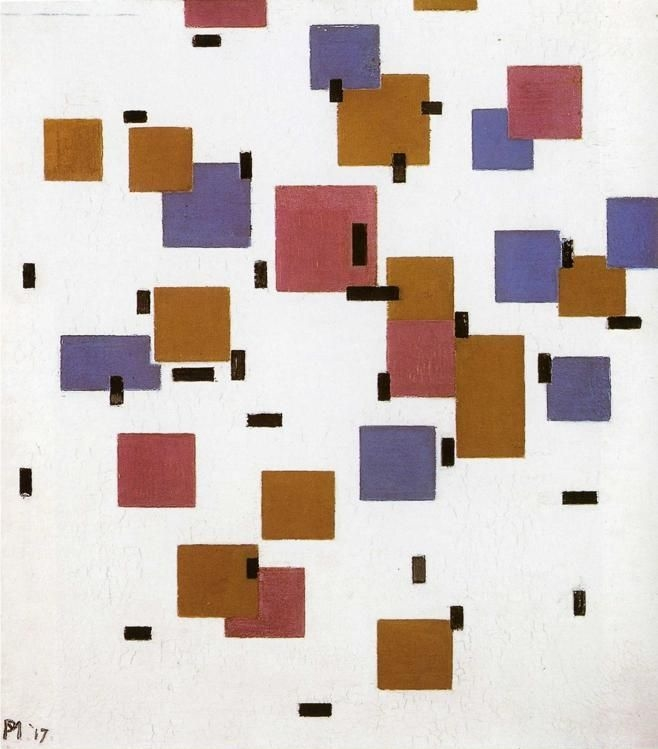
Composición de Mondrian de 1917

El Neoplasticismo es un movimiento artístico iniciado en Países Bajos en 1917 por Piet Mondrian. También ha sido denominado constructivismo holandés, por su paralelismo con el constructivismo soviético. Está vinculado al nacimiento del arte abstracto y las demás vanguardias (especialmente al cubismo y al futurismo).

## Teorías
Las teorías, que tienen su origen en las obras cubistas de Georges Braque y Picasso y en la teosofía, reivindican un proceso de abstracción progresiva en virtud del cual las formas se irían reduciendo a líneas rectas, horizontales y verticales, y los colores al negro, el blanco, el gris y los tres primarios.

## Características
La intención del neoplasticismo es representar la totalidad de lo real, expresar la unidad de la naturaleza, que nos ofrece apariencias cambiantes y caprichosas, pero que, sin embargo, es de una regularidad absoluta. Sus principales características son: 
- Búsqueda de renovación estética.
- Lenguaje plástico, objetivo y como consecuencia, universal.
- Exclusión de lo individual y del objeto (limitado temporal y localmente).
- Se elimina todo lo superfluo hasta que prevalece solo lo elemental, en un intento de llegar a la esencia.
- Depuración de las formas hasta llegar a sus componentes fundamentales: líneas, planos y cubos.
- Planteamiento totalmente racionalista.
- Estructuración a base de una armonía de líneas y masas coloreadas rectangulares de diversa proporción, siempre verticales, horizontales, formando ángulos rectos.
- Nunca se recurre a la simetría, aunque hay un marcado sentido del equilibrio logrado por la compensación de las formas y los colores.
- Uso de pocos colores.
- Colores planos, de carácter saturado o puros (primarios: amarillo, azul, rojo) y tonal o neutros (blanco, negro y grises).
- Empleo de fondos claros.
- Pinturas: equilibradas, ordenadas, optimistas, alegres.
- Es una orientación artística antitrágica: arte no como expresión purgativa de sentimientos trágicos interiores del artista, sino como metáfora visual de armonía espiritual.

## Escultura neoplasticista
Tema principal:Escultura neoplasticista
Georges Vantongerloo: en escultura se buscaría hacer como en arquitectura, plasmar lo visto en la pintura neoplasticista y aplicarlo a otros ámbitos. Esto mismo es lo que intentó hacer Vantongerloo. En obras como Interrelación de volúmenes, Construcción de relación de volúmenes y Construcción Y = AXZ + BK + 18 se aprecian formas geométricas, líneas horizontales y verticales que se cortan y se interrelacionan, buscando sensación de volumen cerrado, sin color, todo muy sencillo. Todos formados a partir de bloques.
Gerrit Rietveld: artista que también se adentró en el campo del diseño de producto. Destacan la Silla roja y azul, Silla zigzag o Lámpara para el estudio del Dr. Hartog en Maarssen. Aplica todas las características ya vistas en el movimiento neoplasticista a objetos utilitarios y funcionales; líneas horizontales y verticales que se cortan, utilización de colores típicos de esta corriente, etc. En la silla zigzag vemos un magnífico ejemplo donde la línea horizontal, vertical y oblicua están fusionadas.
Se trata de un artista principalmente teórico, destacando su obra Contraposiciones. Su aporte más importante al mundo del arte tendrá que ver con su labor dentro del campo de la publicidad y como investigador del movimiento. 
Antes de hacer cuadros claramente neoplasticistas, estará vinculado con el cubismo. Esto lo veremos en Bodegón con jarra de jengibre II, Composición con árboles o El árbol gris. Mondrian quería crear su propia leyenda del artista neoplasticista, por ello se propuso destruir cuanto había hecho antes de empezar esta corriente artística. El resultado es que en la actualidad hay muy pocas obras vinculadas a otros estilos. En estas obras vamos a ver una simplificación de la imagen en formas geométricas, con un aspecto reconocible, esencialidad a través de líneas negras (también con una mínima expresión de color).

## Arquitectura neoplasticista

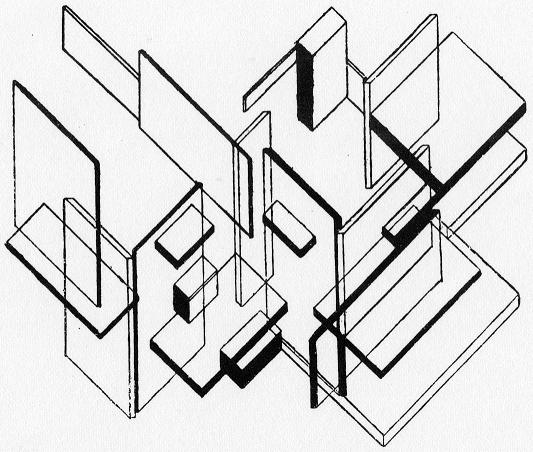
Theo van Doesburg, Architectuuranalyse de 1923

Un ejemplo claro de arquitectura neoplasticista es la Casa Schröder de Gerrit Rietveld y Truus Schröder-Schrader, quien encargó el proyecto para lo que fue su residencia, y la de sus tres hijos, hasta su muerte en 1985. El requisito principal era un diseño preferiblemente sin paredes. Ejerció también influencia sobre Pieter Oud, Walter Gropius, van der Rohe, Le Corbusier...